# 대한민국의 대학 입시 제도
현재 대한민국의 대학 입시 제도는 대한민국에서 고등학교 졸업예정자 및 졸업자 혹은 그에 상응하는 학력을 가진 자가 대학에 들어가기 위해 시험을 치르는 제도로서, 주로 대학수학능력시험 및 학교생활기록부 상의 성적과 기타 요소를 바탕으로 선발하고 있다.

## 반영 요소
대한민국에서는 대학 입시에서 주로 아래와 같은 요소를 반영한다.

### 대학수학능력시험
흔히 줄여서 수능이라고 불리며, 대한민국의 대학 입시에서 가장 많은 영향을 미친다. 그러나 최근에는 학생부의 영향력이 증대되면서 수능의 영향력이 더욱 확대되었다.

### 학교생활기록부
학생부 또는 생기부,
내신이라고도 불린다. 고등학교 학생 생활에 대한 전반적인 기록이 담긴 자료로서 내신 등급제를 토대로 작성된 '교과 내신'과 봉사활동, 자격증, 영어공인인증, 수상 경력 등의 정보가 기록된 '비교과 내신'으로 나뉘어 있다.

#### 비교 내신
비교 내신은 고등학교를 졸업한 지 일정 기간이 경과되거나, 검정고시 합격자처럼 학교생활기록부 자체가 존재하지 않는 수험생들에게 내신 성적을 대학수학능력시험 성적이나 논술 성적 등으로 매기는 방식이다.

### 대학별 고사
대학교에서 자체적으로 실시하는 평가 시험으로, 주로 논술 시험이 있으며, 일부에서는 면접(구술), 전공적성검사, 실기 등 대학교 별로 다양한 평가 방식을 적용하여 실시한다. 최근에는 입학사정관제의 도입이 늘고 있다.

## 역사

### 학력고사 이전
1946년부터 1953년까지는 대학별 단독시험제를 시행하였다. 이는 각 대학이 자율적으로 시험을 실시하여 학생을 선발하는 방식이다. 1954년에는 대학별 고사와 병행해 대학입학연합고사가 시행되어, 이를 통과한 학생만 대학별 고사를 볼 수 있었다. 1955년부터 1961년까지는 다시 대학별 단독시험제를 시행하였다가 이후 1962년부터 1963년까지는 1954년의 대학입학연합고사와 비슷하게 대학입학자격국가고사제를 두어 이를 통과한 학생만 대학별 시험을 볼 수 있었으며 1964년부터 1968년까지는 또 다시 대학별 단독시험제를 시행하였다가 1969학년도부터 1981학년도까지 예비고사를 두었고 본고사가 폐지된 1981학년도를 제외하면 예비고사와 본고사를 통과한 학생만 대학에 갈 수 있었다.

### 학력고사
1982학년도부터 1993학년도까지는 학력고사와 대학별 고사를 통해 학생을 선발하였다. 1987학년도까지는 먼저 학력고사를 치러서 점수를 확인하고 이 점수를 기준으로 대학 지원을 하였고, 1988학년도부터는 대학에 지원하려는 학생은 먼저 원하는 대학을 모집 시기(전기 및 후기)에 각 한 곳씩 지원하고, 지원한 대학교에서 시험을 치렀다. “선지원 후시험 시대”라고도 한다.

### 대학수학능력시험

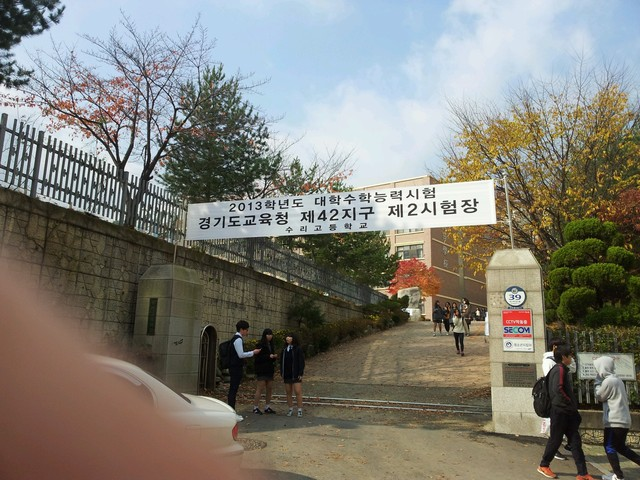
2013년 수리고등학교 시험장 입구.

1994학년도부터 입시 기간에 따라 가·나·다군으로 모집 단위를 변경하였으며, 학력고사를 폐지하고 대학수학능력시험이 실시되었다. 1994학년도 대학입시에는 대학수학능력시험과 대학별 고사를 함께 치르기도 하였으나 이후 정부의 '본고사 금지' 정책에 따라 1997학년도부터 현재까지 논술고사 또는 면접고사를 치르고 이를 점수화하여 입시에 반영한다. 이전의 입시 방법에 비교하여 "선시험 후지원 제도"라고도 한다.

## 모집 방법

### 수시 모집
수시 모집은 본고사가 폐지된 1997학년도부터 실시되었다. 크게 1차와 2차로 나뉘어 있으며, 1차는 대학수학능력시험 이전에, 2차는 대학수학능력시험 이후에 실시한다. 필요에 따라서는 3차 모집을 실시하기도 한다. 수시 모집에서는 대학수학능력시험의 반영 비율을 낮추고, 대학별 고사나 학교생활기록부의 내용을 학생 선발에 더 많이 반영한다.
초기에는 1학기와 2학기에 나누어 모집했으며, 수시 1학기 모집은 2009학년도까지 실시되었고 2010학년도부터는 폐지되어 수시 2학기 모집만 실시한다.
수시 모집 전형은 대학수학능력시험 일자보다 앞서 실시하기 때문에 대학수학능력시험의 점수가 반영되지 않지만, 사실상 대부분의 대학교에서는 대학수학능력시험의 등급 성적을 이용해 최저등급제를 시행하기 때문에 사실상 대학수학능력시험이 반영된다고 볼 수 있다. 원래는 지원 횟수 제한이 없었으나, 원서 비용등 여러 문제점이 제기되자 2013학년도부터는 최대 6회 지원 가능 하며, 대학교 별로 지원 자격이 제한될 수 있다. 또한 본래는 미등록 충원이 없었으나, 2012학년도부터 정시 이월 인원수를 최소화하기 위해, 수시 모집에도 미등록 충원을 도입하였다.
수시 모집과 수시 미등록 충원에 합격한 사람은 정시 모집에 지원할 수 없다. 우수 학생을 미리 선발할 수 있다는 장점이 있어, 수시 모집의 비중은 점점 늘어나는 추세이다. 특히 학생부종합전형이 많이 늘어나고 있으며 성실성, 봉사성, 창조성도 고려하는 종합전형이 제일 많이 늘어나고 있다.
2019년도 대입의 수시모집 비중은 76.2%로 역대 최대 수준을 기록할 것으로 보인다.
수시 전형은 크게 학생부종합전형, 학생부교과전형, 논술전형, 특기자전형의 4가지로 구분된다.
- 학생부종합전형(약칭 학종)은 학교생활기록부를 종합적으로 반영하는 전형으로, 내신성적(정량평가)뿐만 아니라 수상, 자격증, 진로, 창의적 체험활동, 교과학습, 독서, 행동발달 등(정성평가) 등 학교생활기록부의 거의 모든 요소들을 종합적으로 평가하여 학생들을 선발하는 전형이다. 또한 대교협 공통문항 3개와 대학별 자율문항 1개, 총 4개로 구성된 자기소개서도 평가에 반영된다. 경우에 따라서는 교사추천서도 필요하다. 수험생들이 선호하는 상위권 대학들은 학생부종합전형의 비중이 높다.
- 학생부교과전형은 학교생활기록부 요소 중 내신성적(정량평가)만을 반영하는 전형이다. 내신성적 이외의 요소는 반영되지 않으며 자기소개서 및 교사추천서가 없는 것이 학생부종합전형과의 차이점이다. 학교별 성적 편차를 고려하지 않기 때문에 내신 경쟁이 치열한 학교의 학생들이 불리하다.
- 논술전형은 인문사회계 논술과 자연계 논술로 구분된다. 인문사회계 논술은 주어진 제시문의 틀 안에서 논지를 전개하는 방식이며, 자연계 논술은 수식을 풀이하는 방식이다. 수능최저등급이 학생부종합전형이나 학생부교과전형보다 낮은 경우가 많다.
- 특기자전형은 어학특기자, 과학특기자 등 여러 전형이 있다.

#### 학생부종합전형에 대한 비판
부모의 경제력이나 정보력에 따라 다른 결과를 낳는 "금수저 전형"이라는 비판의 목소리가 나온다. 학생부에 기재될 '스펙'을 만들기 위한 사교육이 성행하면서 '금수저 전형'이 되었으며, 상위권 학생들에게 학생부 실적을 돋보이게 해줄 교내 수상 등을 몰아주고 있다는 비판이 제기되었다.
학생부종합전형의 주요한 평가 요소인 학생부를 개선해야 한다는 목소리가 나온다. 비교과 활동 부담에 대한 불만이 높은데, 시민단체 사교육걱정없는세상이 유은혜 더불어민주당 의원과 함께 발표한 대입전형인식실태 조사에서, 학생 86.7%(9507명), 학부모 85.3%(4129명), 교사 92.5%(1434명)가 "비교과활동 준비가 부담스럽다."고 응답했다. 또한 최근 3년간 학생부를 무단 정정하거나 조작하는 사례가 300건 넘게 적발되었다.(2017년 11월 기준) 그리고 교사들의 업무 과중을 초래하며, 학생의 성장발달보다 대입을 위한 기록이라는 의견이 있다.
여론조사상으로도 전국민의 학종에 대한 인식이 좋지 않다. 리얼미터 여론조사에서 응답자의 14.6%는 "학종을 완전히 폐지해야 한다", 36.2%는 "학종을 감축해야 한다"고 응답했다. 현행 유지 및 확대 응답은 각각 19.3%와 18.0%로 나타났다. 학종과 관련해 개선해야 할 점으로 응답자 32.1%는 '비교과 활동 반영 대폭 축소'를 꼽았다. 21.2%는 '대학의 정보 공개 강화', 18.7%는 '외부에서 공정성 감시', 14.2%는 '학교·담임교사 영향 축소'를 원했다.

### 정시 모집
정시 모집은 대학수학능력시험 성적을 바탕으로 시행한다. 정시 모집에서는 모집 군별(가군, 나군, 다군)로 각 1개씩 총 세 번 입시에 응할 수 있다. 수능 성적에 학생부 및 대학별 고사의 결과를 종합하여 학생을 선발하는 경우도 있고, 100% 수능만을 반영하여 선발하는 경우도 있다. 대학별로 모든 단과대학이 같은 군에서 학생을 모집하는 경우도 있으나, 여러 군에서 학생을 선발하는 학교도 있다.
정시모집에는 주로 대학수학능력시험의 표준 점수, 백분위를 활용하나, 경우에 따라서는 등급을 활용하기도 한다. 또한 절대평가로 치러지는 영어 및 한국사는 무조건 등급으로 반영한다.
리얼미터 여론조사에서 응답자 55.5%가 수능 중심의 정시모집이 60% 이상을 차지해야 한다고 밝혔다. 정시 비중이 10∼40% 여야 한다는 응답자는 22.3%이었고, 50% 안팎이어야 한다는 응답자는 17.7%였다.

### 특차 모집
특차 모집은 4년제 대학에 한해, 정시 모집보다 먼저 실시하며, 대학수학능력시험 성적이 우수한 학생을 미리 모집하는 제도이다. 대학수학능력시험 도입 초기에 실시되었으며, 전형은 대학수학능력시험 성적이 발표되기 전에 시작한다.
특차 모집은 2002학년도부터 대학수학능력시험이 9등급제로 전환되면서 모두 폐지되었다.

### 추가 모집
추가 모집은 4년제 대학에 한해, 정시 모집이 끝나고도 학생을 모집하지 못했을 경우에 시행하며, 주로 학생 모집에 어려움을 겪는 지방 소재 대학이나 일부 특별전형에서 많이 이루어진다.

## 대학별 고사
수시 모집 또는 정시 모집에서 각 대학이 원하는 학생을 선발하기 위해 실시하는 시험을 대학별 고사라고 한다. 널리 알려진 대학별 고사의 종류로는 논술고사·면접고사·실기시험·전공적성시험이 있다. 대학별 고사를 1994년 이전의 소위 '본고사' 형태로 하는 것은 교육 담당 부처의 3불 정책에 의해 금지된다. 하지만 다시 부활할 가능성이 제기되고 있다.

## 모집 전형

### 일반 전형
일반 전형은 정원 내에서 일반 학생들을 학교생활기록부, 대학수학능력시험, 대학별 고사 등을 이용하여 선발하는 방법이다.

### 특별 전형
특별 전형제도는 크게 정원 내 특별 전형 제도와 정원 외 특별 전형 제도 두가지로 나눌 수 있다.

#### 정원 내 특별 전형 제도
정원 내 특별 전형 제도는 취업자음악·미술·체육·기타 특기에 우수한 실적을 거둔 학생들을 위한 특기자전형등이 있고 대부분의 대학에서 정원 내 특별 전형 제도를 실시하면 주로 대학독자적기준전형제도를 실시한다. 이 경우에는 학교의 이념(특히 사립대학)이나 특성등을 감안해 실시된다.
즉, 정원 내 특별 전형 제도는 크게 취업자전형·특기자전형·대학독자적기준전형 3가지로 나눌 수 있다. 주로 수시모집에서 이뤄지고 있다. 간혹 정시모집에서도 실시하는 경우도 있으나 그 수는 수시에 비하면 미미한편이다.

#### 정원 외 특별 전형 제도
정원 외 특별 전형 제도는 크게 5가지로 나뉘는데, 전문계 고등학교 출신학생들을 위한 전문계고교졸업자 특별전형, 농어촌지역 학생들을 위한 농·어촌학생 특별전형, 장애인들을 위한 특수교육대상자 특별전형, 재외국민이나 외국인을 대상으로 한 재외국민 및 외국인 대상전형, 사회적으로 소외되어 있거나 가정환경이 특수한 학생을 위한 기회균형 특별전형 등의 제도가 있다.
주로 정시모집에서 실시하나, 최근에는 수시모집에서 실시하는 경우가 늘고 있다.

## 같이 보기
- 대한민국의 교육
- 대한민국의 교육과정
- 대한민국의 교육 제도
- 예비고사
- 학력고사
- 대학수학능력시험
- 대한민국의 고등학교 교과목
- 배치표
- 일본의 대학 입시 제도